# يويا إيواداتا
يويا إيواداتا (باليابانية: 岩舘 侑哉) (25 مايو 1985 في طوكيو في اليابان – )؛ هو لاعب كرة قدم ياباني سابق كان يلعب كمهاجم.

## وصلات خارجية
- يويا إيواداتا على موقع رابطة كرة القدم اليابانية للمحترفين (اليابانية)